# پرکند (ازبکستان)
پَرکَند (به ازبکی: Parkent، پرکېنت) شهری در ولایت تاشکند کشور ازبکستان است که در سرشماری سال ۲۰۱۰ میلادی، ۳۹٬۸۰۱ نفر جمعیت داشته است.